# Patosia
Patosia là một chi thực vật có hoa trong họ Juncaceae.